# NUTS:NO
Als NUTS:NO oder NUTS-Regionen in Norwegen bezeichnet man die territoriale Gliederung Norwegens gemäß der europäischen „Systematik der Gebietseinheiten für die Statistik“ (NUTS).

## Grundlagen
In Norwegen werden die drei NUTS- und zwei LAU-Ebenen wie folgt belegt:
| NUTS-2 | 7 Landsdeler (statistische Landesteile, nicht: traditionelle Landesteile) |
| NUTS-3 | 11 Fylker (Provinzen) + 2 Eksterne territorier (Außengebiete)             |
| LAU-1  | 89 Økonomiske regioner (Wirtschaftsregionen)                              |
| LAU-2  | 356 Kommuner                                                              |

## Liste der NUTS-Regionen in Norwegen

Norwegische Provinzen seit 2020

| NUTS 1 | NUTS 1 | NUTS 2 | NUTS 2                 | NUTS 3 | NUTS 3               |
| ------ | ------ | ------ | ---------------------- | ------ | -------------------- |
| NO0    | Norge  | NO02   | Innlandet              | NO020  | Innlandet            |
| NO0    | Norge  | NO06   | Trøndelag              | NO060  | Trøndelag            |
| NO0    | Norge  | NO07   | Nord-Norge             | NO071  | Nordland             |
| NO0    | Norge  | NO07   | Nord-Norge             | NO074  | Troms og Finnmark    |
| NO0    | Norge  | NO08   | Oslo og Viken          | NO081  | Oslo                 |
| NO0    | Norge  | NO08   | Oslo og Viken          | NO082  | Viken                |
| NO0    | Norge  | NO09   | Agder og Sør-Østlandet | NO091  | Vestfold og Telemark |
| NO0    | Norge  | NO09   | Agder og Sør-Østlandet | NO092  | Agder                |
| NO0    | Norge  | NO0A   | Vestlandet             | NO0A1  | Rogaland             |
| NO0    | Norge  | NO0A   | Vestlandet             | NO0A2  | Vestland             |
| NO0    | Norge  | NO0A   | Vestlandet             | NO0A3  | Møre og Romsdal      |
| NO0    | Norge  | NO0B   | Jan Mayen og Svalbard  | NO0B1  | Jan Mayen            |
| NO0    | Norge  | NO0B   | Jan Mayen og Svalbard  | NO0B2  | Svalbard             |